# Thunder Bay
Thunder Bay es una ciudad en el distrito homónimo de Ontario, Canadá. Anteriormente era conocida como "las ciudades gemelas de Fort William y Port Arthur". Es la municipalidad más poblada en el noroeste de Ontario y la segunda más poblada en el norte de Ontario después de Greater Sudbury.
El asentamiento europeo en la región comenzó a finales del siglo XVII con un puesto comercial de pieles en la orilla del río Kaministiquia; la ciudad fue formada por la fusión de las ciudades de Fort William, Port Arthur y los municipios de Neebing y McIntyre.
La ciudad toma su nombre de la gran bahía en la cabecera del Lago Superior, conocida en el siglo XVIII como "Baie du Tonerre" (Bahía del Trueno en francés) en los mapas franceses. Sus puertos componen un importante enlace en la transportación de granos y otros productos del oeste canadiense, a través de los grandes lagos y del Canal de San Lorenzo, hacía la costa este.

## Historia

### Siglos XVII a XIX
Los asentamientos europeos en Thunder Bay comenzaron con dos puestos para el comercio de pieles franceses (1679, 1717) mismos que fueron abandonados posteriormente. Los asentamientos permanentes comenzaron en el año de 1803 con el establecimiento de Fort William como centro comercial intermedio en el continente por la North West Company una empresa comerciante de pieles con base en Montreal. El fuerte prosperó hasta 1821 cuándo la North West Company se fusionó con la Hudson's Bay Company y Fort William perdió su razón de existir. Para los años 1850 la provincia de Canadá empezó a interesarse en su extremo este, principalmente por la demanda de lugares mineros en las costas canadienses del Lago Superior seguida por el descubrimiento de cobre en la península de Keneenaw de Míchigan. En 1849 los Jesuitas franceses fundaron la Misión de la Inmaculada Concepción (Mission de l'Immaculée-Conception) en el río Kaministiquia para evangelizar a los Ojibwas. La provincia unida de Canadá negoció un tratado con los Ojibwa del Lago Superior conocido como el Tratado Robinson en 1850. Como resultado de este tratado, una reserva india fue establecida de manera independiente al sur del río Kaministiquia. Entre 1859 y 1860 el departamento de tierras de la corona reconoció dos poblaciones (Neebing y Paipoonge) y el pueblo asentado de Fort William.

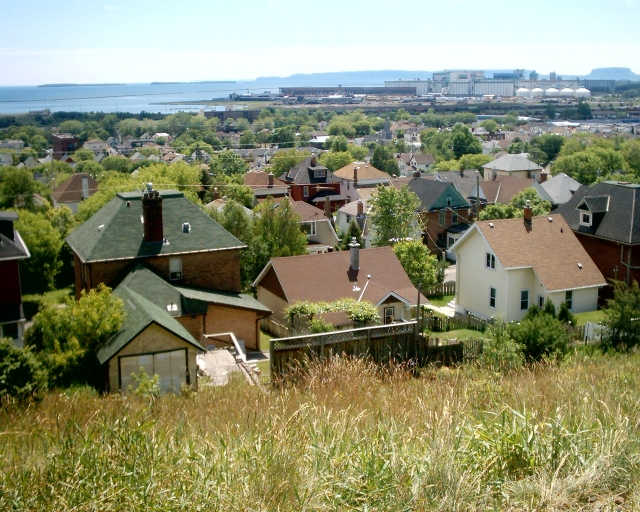
Vista del puerto de Thunder Bay

Otro asentamiento se desarrolló a unos pocos kilómetros al norte de Fort William con la construcción, por parte del departamento federal de obras públicas; de un camino que conectó al Lago Superior con la colonia Red River bajo la supervisión de Simon James Dawson (notorio político e ingeniero civil de Canadá). Este cuartel general de construcción obtuvo su nombre por primera vez en mayo de 1870 cuando el Coronel Garnet Wolseley lo nombró "Prince Arthur's Landing"; este asentamiento fue renombrado como Port Arthur por la CPR en mayo de 1883.
El arribo de la Canadian Pacific Railway (Ferrocarriles del Pacífico de Canadá) en 1875 encendió una larga batalla por la supremacía, misma que no terminó sino hasta la amalgamación de 1970. Hasta los años 1880, Port Arthur era una comunidad más vasta y dinámica, pero la CPR con colaboración de la Hudson's Bay Company prefirió Fort William al este, localizado en la parte baja del río Kaministiquia dónde se encontraban los puestos comerciales de pieles. Provocada más adelante por una prolongada disputa de impuestos con Porth Arthur y por una locomotora confiscada en 1889, la CPR trasladó todo su personal e instalaciones a Fort William. El colapso de la minería de plata después de 1890 diezmo aún más la economía de Port Arthur que entró en un periodo de profunda depresión económica mientras, Fort William prosperó.

### SigloXX

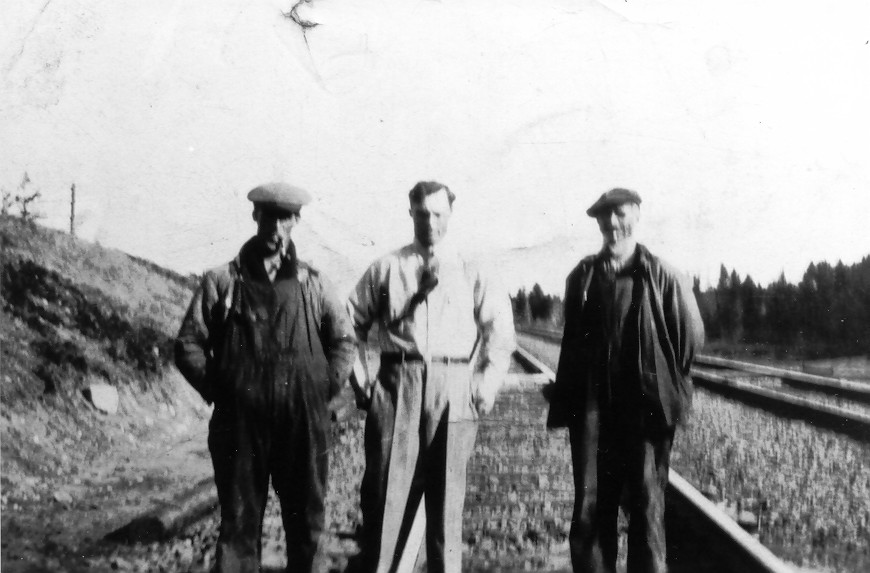
Vías de tren en Fort Williams en 1924.

Thunder Bay tuvo un periodo de crecimiento extraordinario en la era de Sir Wilfrid Laurier como resultado de la construcción del ferrocarril intercontinental y el auge del trigo occidental. La CPR mejoró su línea férrea entre Winnipeg y Thunder Bay al hacerla una línea doble. La Canadian Northern Railway (ferrocarriles del norte de Canadá) estableció sus instalaciones en Port Arthur. La Grand Trunk Pacific Railway (ferrocarriles "gran vagón" del pacífico) empezó la construcción de sus instalaciones en la Misión de Fort William en 1905, y el gobierno federal empezó la construcción del "ferrocarril transcontinental nacional" (National Transcontinental Railway ahora operado por Canadian National). Hubo un gran auge en la construcción de elevadores para granos debido al incremento en el volumen de granos enviados a Europa. Ambas ciudades contrajeron deudas por otorgar bonos a la industria manufacturera. Para 1914 las ciudades gemelas gozaban de una infraestructura moderna (alcantarillado, suministro seguro de agua, alumbrado público, luz eléctrica, etc.). Ambas, Fort William y Port Arthur, eran partidarias de la propiedad municipal. Al año de 1892 Port Arthur construyó el primer ferrocarril eléctrico urbano propiedad de un municipio en Canadá, y ambas ciudades rechazaron a la compañía telefónica Bell de Canadá para así, construir su propio sistema telefónico, propiedad del municipio; en 1902.
El auge llegó a su fin entre 1913 y 1914, empeorado por la Primera Guerra Mundial, pero una economía propia del tiempo de guerra surgió con la fabricación de municiones y embarcaciones. Las ciudades reclutaron hombres para los batallones 52°, 94° y 141° de la Fuerza Canadiense Expedicionaria. El empleo en los ferrocarriles fue lastimado cuando el gobierno federal tomó el control del Ferrocarril Transcontinental Nacional y la división del Lago Superior de la compañía de ferrocarriles Grand Trunk en 1915, y del ferrocarril canadiense del noreste en 1918 la cual fue amalgamada con las otras compañías ferroviarias propiedad del gobierno en 1923 para formar la Canadian National Railway (ferrocarriles nacionales de Canadá). La CNR cerró muchas de sus instalaciones en Port Arthur y abrió la Neebing yards en el poblado de Neebing en 1922. Para 1929 la población de ambas ciudades se había recuperado a sus niveles de antes de la guerra.
La industria de productos forestales siempre ha jugado un rol importante en la economía de Thunder Bay desde los años 1870. Leña y troncos eran enviados principalmente a los Estados Unidos. La primera fábrica de pulpa y papel en Porth Arthur fue establecida en 1917. Fue seguida por una fábrica más en Fort William en 1920. Finalmente llegó a haber 4 fábricas en operación.
La manufactura se reanudó en 1937 cuándo las plantas de las compañías Canada Car y Foundry abrieron nuevamente para construir aviones para los británicos. La planta era manejada por Bombardier Transportation (división de Bombardier especializada en ferrocarriles), la planta ha permanecido como un pilar de la economía posguerra produciendo equipo para la silvicultura y posteriormente equipo de transporte para el sistema de transporte urbano.

#### Amalgamamiento: Nace Thunder Bay
Tanto Port Arthur como Fort Williams lograron su designación como ciudades en 1907 existían rumores de que Port Arthur había solicitado la anexión de Fort Williams cuando solicitó su candidatura a ciudad. Durante los siguientes 63 años la idea de amalgamar ambas ciudades persistió. Hubo dos plebiscitos públicos en 1920 y 1958 en ambos los resultados fueron adversos a la idea de una fusión de las entonces llamadas ciudades gemelas, hecho que ocasionó airadas protestas públicas de varios políticos e incluso el intento de obtener ambas alcaldías por parte de Carlie Cox quién siendo alcalde de Port Arthur, alcanzó la candidatura por la alcaldía de Fort William en 1948.

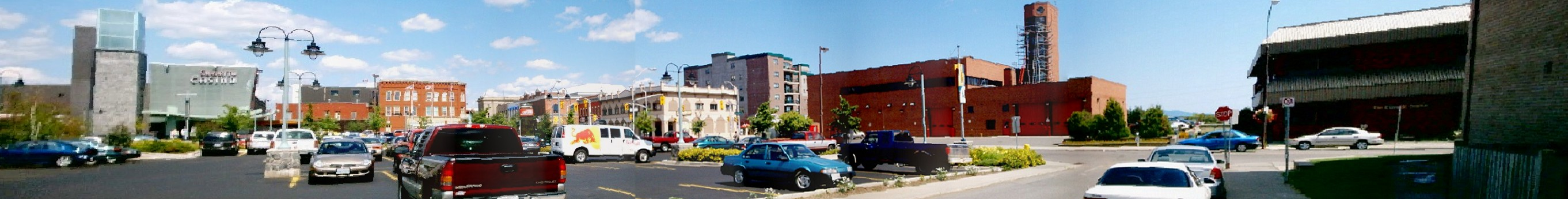
Panorámica del centro de Port Arthur en Thunder Bay, Ontario

El 26 de octubre de 1964 se presentó una propuesta escrita dirigida al gabinete de la provincia por parte del entonces alcalde de Port Arthur Saul Laskin, dónde se solicitó el estudio de varios problemas en los que hacían frente 5 diferentes municipalidades del área: Port Arthur, Fort William, Neebing, Paipoonge y Shuniah; esta petición por parte de Port Arthur tenía el apoyo de la ciudad de Fort William así como de los principales organismos comerciales y laborales de la región.
A principios de 1965 se envío una carta al entonces ministro de asuntos municipales J. W. Spooner, por parte de las cinco cabeceras municipales; en la que se solicitaba la aplicación del estudio propuesto por el alcalde de Port Arthur; para tal efecto Spooner nombró a Eric Hardy para emprender la revisión del gobierno local de la región.
Las recomendaciones de Hardy fueron aprobadas por el gobierno de la provincia, dando como resultado que el 8 de mayo de 1969 fuera aprobado el proyecto de ley que daría origen a la ciudad de Thunder Bay.
Finalmente, la ciudad de Thunder Bay nació el 1 de junio de 1970. Saul Laskin fue el primer alcalde de la nueva ciudad conformada por Fort William, Port Arthur, Neebing y McIntryre.
Desde la amalgamación, se ha incrementado el atractivo de la ciudad, perfilándose como un destino importante para la educación y turismo gracias al desarrollo de instituciones e infraestructura como la Universidad de Lakehead, la Universidad de Arte y Ciencias Aplicadas de la Confederación y la reconstrucción —al estado en que estaba al principio de los años 1800— del Parque Histórico Fort William.
Con la gran expansión de carreteras, empezando con la carretera transcanadiense y culminando con la apertura de una carretera que enlaza Sault Ste. Marie con Thunder Bay; se ha disminuido de manera significativa la actividad ferroviaria y naval. Por ende la ruta marítima San Lorenzo no ha estado a la altura de las expectativas. El transporte de grano ha decaído substancialmente en favor de los puertos en la costa del Pacífico. Como resultado, muchos elevadores de granos han sido cerrados y demolidos, y la industria transportista ha abandonado el río Kaministiquia.

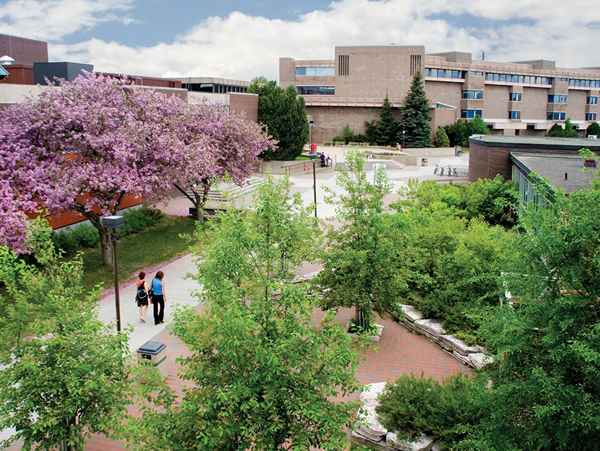
Universidad de Lakehead

Durante el siglo XX, la ciudad fue anfitriona de eventos deportivos destacados, como los Juegos de Verano de Ontario en 1974, los Juegos de Canadá (Jeux Canada Games) de 1981 y el Campeonato Mundial de Esquí Nórdico de 1995.

### SigloXXI
Hoy en día, Thunder Bay se ha convertido en la central de servicios del noroeste de Ontario con la representación de la mayoría de departamentos de la provincia. La Universidad de Lakehead, establecida por el cabildo de empresarios y profesionistas locales, ha probado ser un organismo muy valioso, reforzada por la Universidad de la Confederación. Esos mismos empresarios y profesionistas fueron la fuerza impulsora detrás de la amalgamación de Fort Williams y Port Arthur en 1970.

## Gobierno

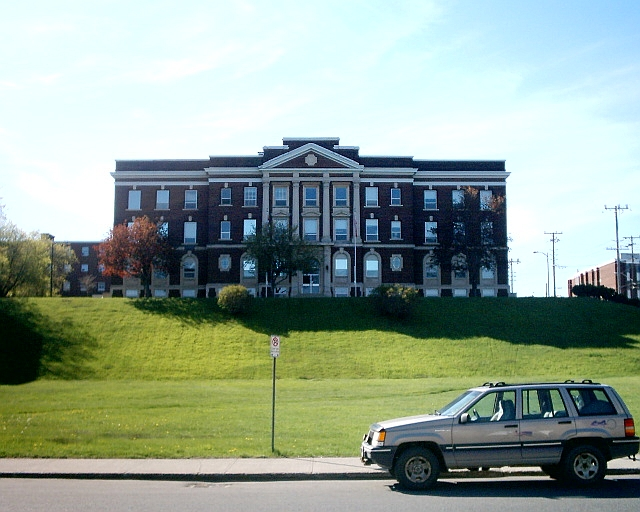
Corte Superior de Ontario en Thunder Bay.

La ciudad es gobernada por un alcalde y doce concejales, que ocupan su cargo por un periodo de 4 años. El alcalde y cinco de los concejales son elegidos por la ciudad completa. Siete concejales son elegidos en cada uno de los siete distritos electorales: el distrito electoral de  Current River, el distrito electoral de McIntyre, el distrito electoral de McKeller, el distrito electoral de Neebing, el distrito electoral de Northwood, el distrito electoral de Red River y el distrito electoral de Westford.
En el periodo 2006 a 2010, el ayuntamiento de Thunder Bay está conformado por: la alcaldesa Lynn Patterson; los concejales generales  Rebecca Johnson, Larry Hebert, Frank Pullia, Aldo Ruberto e Iain Angus; y los concejales distritales Andrew Foulds (Current River), Trevor Ciertuga (McIntyre), Robert Tuchenhagen (McKellar), Linda Rydholm (Neebing), Mark Bentz (Northwood), Brian McKinnon (Red River) y Joe Virdiramo (Westfort); además, Thunder Bay es representado en el Parlamento de Canadá por Bruce Hyer y John Rafferty, ambos miembros del Nuevo Partido Democrático, y en la legislatura de Ontario por Michael Gravelle y Bill Mauro, miembros del Partido Liberal de Ontario.

### El nombre de Thunder Bay
El nombre de la ciudad es el resultado de un referéndum, celebrado el 23 de junio de 1969 para determinar el nuevo nombre de la ciudad naciente de la amalgamación de Fort William y Port Arthur. Los funcionarios de Estado debatieron sobre qué nombres incluir en la votación, tomando sugerencias de los residentes incluyendo "Lakehead" y "The Lakehead". Como se pudo predecir, la votación se dividió entre estas dos opciones dejando a Thunder Bay como la opción ganadora. El conteo final fue "Thunder Bay" con 15.870 votos, "Lakehead" con 15.302 y  "The Lakehead" con 8.377.

### Símbolos de la ciudad

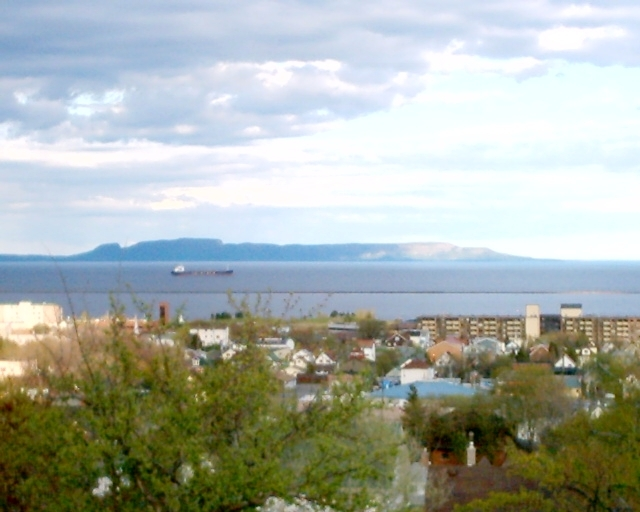
El Gigante Durmiente, formación de mantos y mesetas en la península de Sibley en Ontario, Canadá.

#### Gigante durmiente
La extensa formación de mantos (sills) y mesetas, la cual parece un gigante recostado; se ha convertido en un símbolo de la ciudad. La península de Sibley rodea parcialmente las aguas de Thunder Bay y domina la vista del lago desde la parte norte de la ciudad (dónde se encuentra la antigua ciudad de Port Arthur). El "gigante durmiente" también aparece en el escudo de armas y la bandera de la ciudad.

#### Escudo de armas
El escudo de armas de Thunder Bay, es una combinación de los escudos de Port Arthur y Fort William, con el símbolo unificador del gigante durmiente en la base de armas.
Las partes conservadas del escudo de armas de Port Arthur incluyen el lema "La entrada al oeste", un resplandor del sol, la cara del mismo tapada por una entrada encastillada con los rastrillos levantados; también se incluyen las onduladas barras azules y blancas que representan las aguas del Lago Superior. Se conservaron también, el alce con collar de plata, la gavilla de trigo y los salmones.

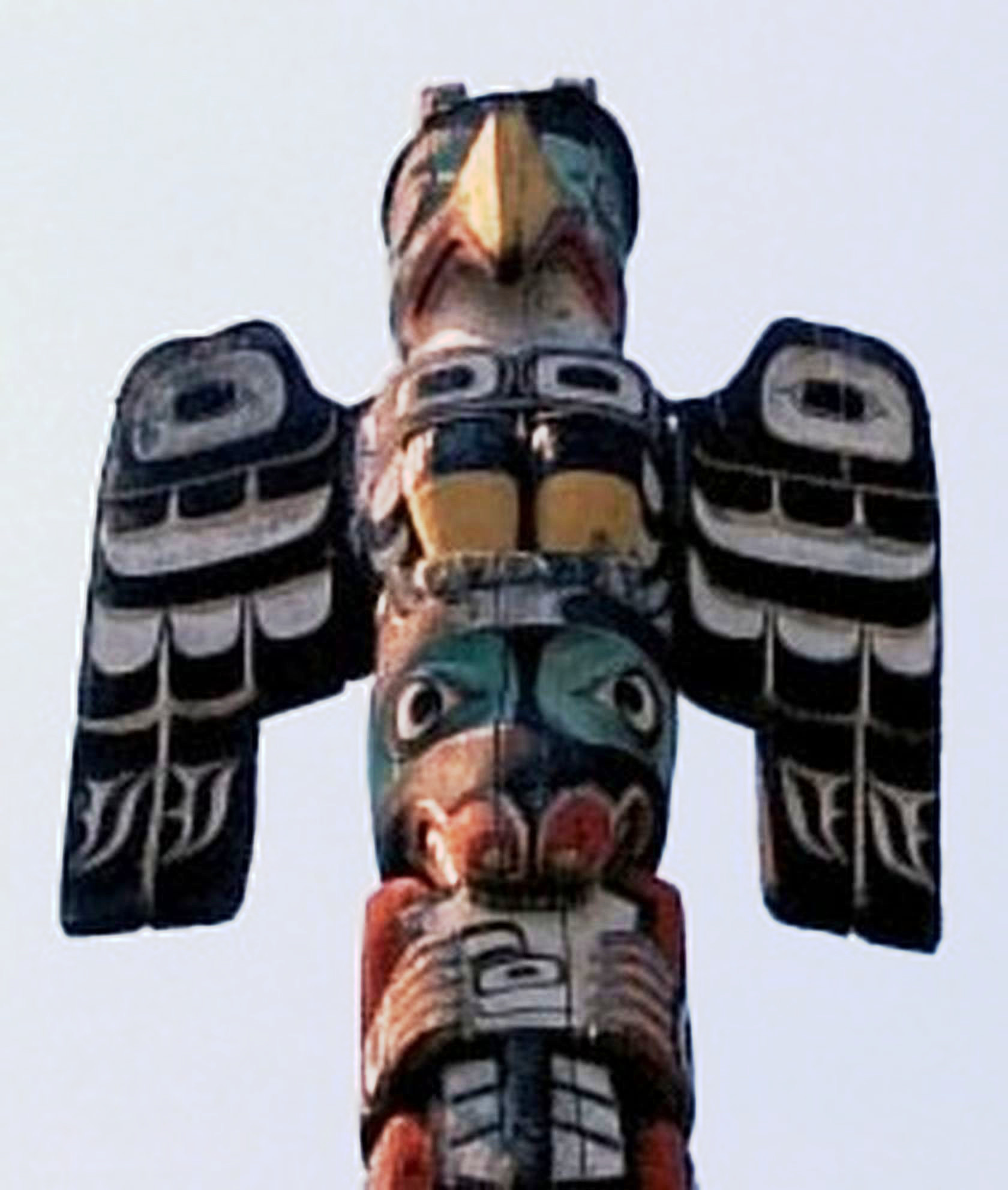
Tótem con un ave del trueno, símbolo empleado en el emblema corporativo de Thunder Bay.

Del escudo de armas de Fort William, se conservaron el castor y el lema de la North West Company (Compañía del Noroeste): "Perseverancia", representado en una voluta que emerge de las ramas de un pino. También, conservado del escudo en jefe del escudo de armas de Fort Williams; se encuentra la gran canoa Voyageur que lleva un agente de la North West Company con sus remos. En el lado izquierdo del escudo, se encuentra de pie y apoyado en el mismo, un Voyageur como aparecía en el escudo de armas de Fort Williams.

#### Emblema corporativo
El emblema de la ciudad describe un ave del trueno estilizada, llamada Animikii, una estatua de la misma se encuentra en el parque acuático del río Kaministiquia. El eslogan (lema) "Superior by Nature" (superior por naturaleza), es un doble juego de palabras que refleja los atributos comerciales claves de la ciudad: el asentamiento natural de la ciudad en el Lago Superior y su sobresaliente ambiente natural.

#### Bandera de la ciudad

Bandera de Thunder Bay.

La bandera de Thunder Bay fue creada en 1972, cuándo el alcalde Saul Laskin quiso promover la ciudad por medio de una bandera distintiva. La ciudad llevó a cabo un concurso, que fue ganado por Cliff Redden. La bandera tiene una proporción de 1:2, y representa un cielo dorado causado por el sol naciente que se encuentra detrás del gigante durmiente, el cual reposa en las aguas azules del Lago Superior. El sol naciente es representado por una hoja de arce roja, un símbolo de Canadá. El verde y dorado, son los colores representativos de la ciudad de Thunder Bay.

### Ciudades hermanas
Thunder Bay tiene cinco ciudades hermanas en tres continentes, mismas que son seleccionadas basadas en su economía, cultura y criterios políticos. Estas ciudades comparten similitudes de tamaño, clima, geografía e industria; el objetivo de las ciudades hermanas es promover la buena fe, amistad, educación, economía y el turismo entre ellas.
- Seinäjoki, Finlandia desde 1974
- Little Canada, Minnesota desde 1977
- Duluth, Minnesota desde 1980
- Keelung, Taiwán desde 1988
- Gifu, Japón desde 2007

## Geografía

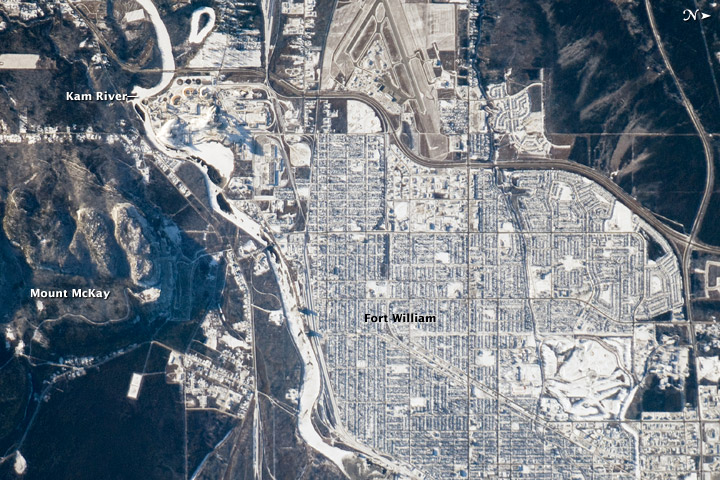
Fotografía de Fort William por la Estación Espacial Internacional en diciembre de 2008.

La ciudad cubre un área de 328,48 kilómetros cuadrados, misma que incluye las antiguas ciudades de Fort William y Port Arthur así como las municipalidades de Neebing y McIntyre.
La sección de la antigua ciudad de Fort William ocupa un terreno aluvial plano a lo largo del río Kaministiquia que tiene una delta fluvial en la boca de dos islas conocidas como la isla Mission y la isla McKellar. La parte de la antigua ciudad de Port Arthur (más comúnmente conocida como el "Escudo Canadiense"), consta de colinas de pendiente suave y de suelo muy fino reposando sobre roca con muchos afloramientos al descubierto. La bahía Thunder, que le da nombre a la ciudad; es extensa, de aproximadamente 22,5 kilómetros, desde el centro de Port Arthur hasta Thunder Cape en la punta del gigante durmiente.
La ciudad refleja patrones de asentamientos del siglo XIX. Anclando al extremo oeste de la ciudad; el pueblo de Fort William, reconocido entre 1859 y 1860; fue nombrado "Fort William del Oeste" (Westfort) por la CPR en 1888. El territorio adyacente a la parte baja del río Kaministiquia se convirtió en zona residencial y en el distrito empresarial central del pueblo y ciudad de Fort William. Una amplia zona inhabitada, colindante a los ríos Neebing y McIntyre que llegó a ser conocida como la zona "Ínter-ciudades", separaba a Fort William del distrito residencial y empresarial de Port Arthur. Al extremo este de la ciudad, una parte del municipio de McIntyre fue anexada a Port Arthur en 1892, formando lo que a la postre sería conocido como el área de Current River.
Desde 1970, los distritos empresariales centrales de Fort William y Port Arthur han sufrido un serio declive a causa de la reubicación de empresas y gobierno al "área Ínter-ciudades". También ha habido un crecimiento residencial considerable en las áreas contiguas a las antiguas municipalidades de Neebing y McIntyre.

### Clima

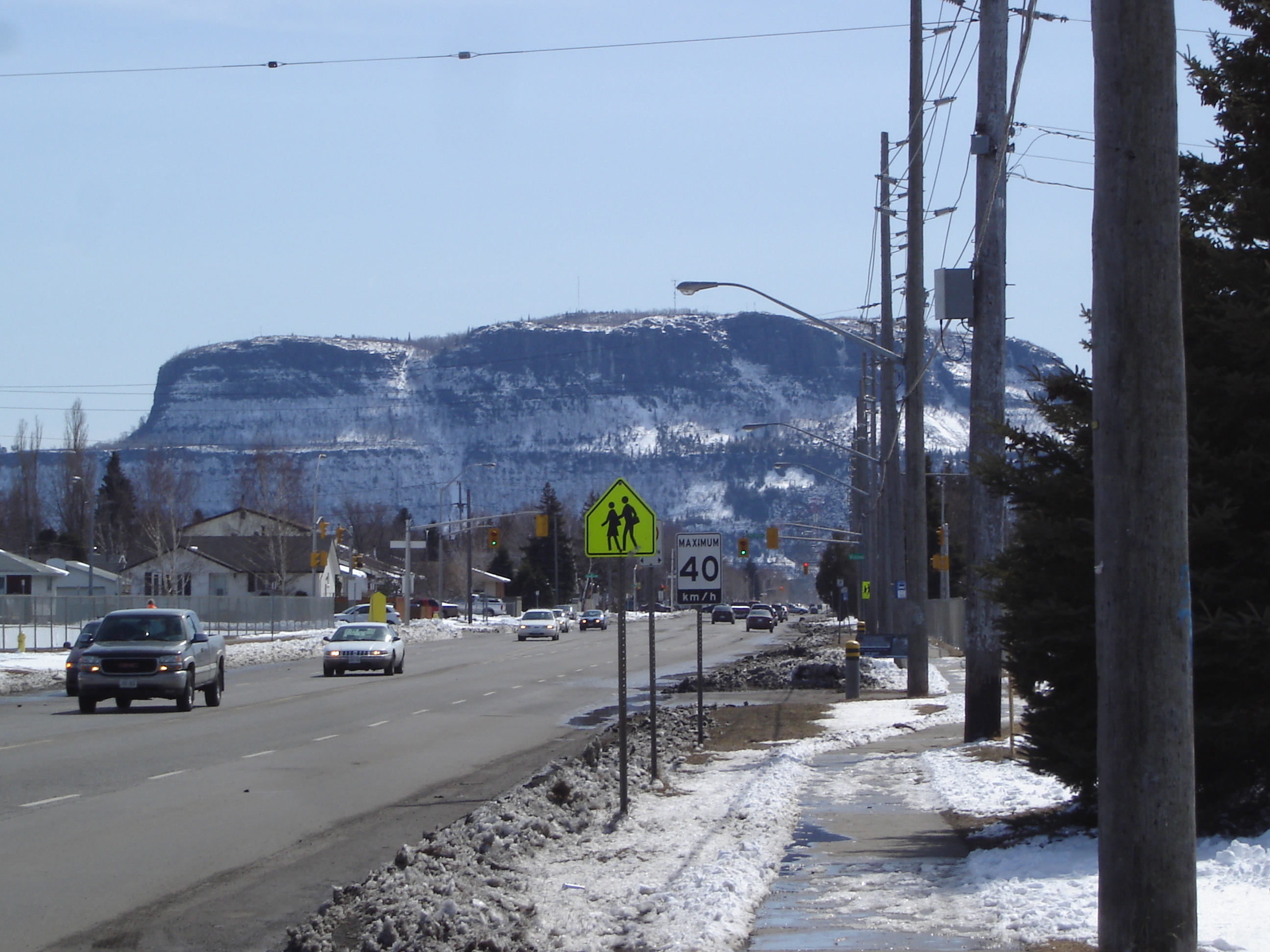
Monte McKay en Thunder Bay en abril de 2008.

El clima de Thunder Bay está influenciado por el Lago Superior, fenómeno especialmente notable en el extremo norte de la ciudad, resultando en veranos con temperaturas más frescas y en inviernos más cálidos en un área que se extiende  16 km tierra adentro. La temperatura diaria promedio oscila entre los 17,6 °C en julio y los -14,8 °C en enero. El promedio de temperatura máxima en julio es de 24,2 °C y una mínima de 11 °C; en enero la temperatura máxima promedio es de -8,6 °C y una mínima promedio de -21 °C. El 10 de enero de 1982, la temperatura local en Thunder Bay bajó a los -36 °C con ráfagas de viento de 54 km/h lo que resultó en una sensación térmica de -58 °C con el factor viento, la cual convierte a este día en el día con sensación térmica más frío en la historia de Ontario. La ciudad es relativamente soleada, con un promedio de 2167,7 horas de luz solar cada año, oscilando entre las 283,4 horas en julio y las 88,8 horas en noviembre, más soleada que cualquier otra ciudad en el este de Canadá.
| Parámetros climáticos promedio de Thunder Bay, Ontario | Parámetros climáticos promedio de Thunder Bay, Ontario | Parámetros climáticos promedio de Thunder Bay, Ontario | Parámetros climáticos promedio de Thunder Bay, Ontario | Parámetros climáticos promedio de Thunder Bay, Ontario | Parámetros climáticos promedio de Thunder Bay, Ontario | Parámetros climáticos promedio de Thunder Bay, Ontario | Parámetros climáticos promedio de Thunder Bay, Ontario | Parámetros climáticos promedio de Thunder Bay, Ontario | Parámetros climáticos promedio de Thunder Bay, Ontario | Parámetros climáticos promedio de Thunder Bay, Ontario | Parámetros climáticos promedio de Thunder Bay, Ontario | Parámetros climáticos promedio de Thunder Bay, Ontario | Parámetros climáticos promedio de Thunder Bay, Ontario |
| Mes                                                    | Ene.                                                   | Feb.                                                   | Mar.                                                   | Abr.                                                   | May.                                                   | Jun.                                                   | Jul.                                                   | Ago.                                                   | Sep.                                                   | Oct.                                                   | Nov.                                                   | Dic.                                                   | Anual                                                  |
| ------------------------------------------------------ | ------------------------------------------------------ | ------------------------------------------------------ | ------------------------------------------------------ | ------------------------------------------------------ | ------------------------------------------------------ | ------------------------------------------------------ | ------------------------------------------------------ | ------------------------------------------------------ | ------------------------------------------------------ | ------------------------------------------------------ | ------------------------------------------------------ | ------------------------------------------------------ | ------------------------------------------------------ |
| Temp. máx. abs. (°C)                                   | 8.3                                                    | 15.5                                                   | 23.8                                                   | 28.3                                                   | 35.2                                                   | 39.0                                                   | 40.0                                                   | 40.3                                                   | 34.1                                                   | 28.3                                                   | 21.7                                                   | 12.2                                                   | 40.3                                                   |
| Temp. máx. media (°C)                                  | −8.0                                                   | −5.0                                                   | 0.6                                                    | 9.2                                                    | 16.2                                                   | 20.6                                                   | 24.3                                                   | 23.3                                                   | 17.7                                                   | 9.9                                                    | 1.4                                                    | −5.5                                                   | 8.7                                                    |
| Temp. media (°C)                                       | -14.3                                                  | -11.3                                                  | -5.1                                                   | 3.0                                                    | 9.2                                                    | 13.9                                                   | 17.7                                                   | 16.9                                                   | 11.7                                                   | 4.5                                                    | -3.2                                                   | -10.8                                                  | 2.7                                                    |
| Temp. mín. media (°C)                                  | −20.6                                                  | −17.7                                                  | −10.7                                                  | −3.2                                                   | 2.2                                                    | 7.1                                                    | 11.1                                                   | 10.4                                                   | 5.5                                                    | −0.9                                                   | −7.7                                                   | −16.0                                                  | −3.4                                                   |
| Temp. mín. abs. (°C)                                   | −43.2                                                  | −40.6                                                  | −36.7                                                  | −23.3                                                  | −8.9                                                   | −3.9                                                   | 0.0                                                    | −1.1                                                   | −8.3                                                   | −15.6                                                  | −30.6                                                  | −39.6                                                  | −43.2                                                  |
| Precipitación total (mm)                               | 26.3                                                   | 20.5                                                   | 31.3                                                   | 52.9                                                   | 67.0                                                   | 83.5                                                   | 87.0                                                   | 89.5                                                   | 73.1                                                   | 64.3                                                   | 53.1                                                   | 35.2                                                   | 683.7                                                  |
| Lluvias (mm)                                           | 0.39                                                   | 2.9                                                    | 16.1                                                   | 36.6                                                   | 66.3                                                   | 83.5                                                   | 87.0                                                   | 89.5                                                   | 72.0                                                   | 55.3                                                   | 30.7                                                   | 6.2                                                    | 546.5                                                  |
| Nevadas (cm)                                           | 36.5                                                   | 21.2                                                   | 18.2                                                   | 10.3                                                   | 1.0                                                    | 0.0                                                    | 0.0                                                    | 0.0                                                    | 1.1                                                    | 9.4                                                    | 26.5                                                   | 38.9                                                   | 162.9                                                  |
| Días de precipitaciones (≥ 0.2 mm)                     | 12.0                                                   | 9.5                                                    | 10.3                                                   | 9.5                                                    | 11.5                                                   | 13.8                                                   | 12.9                                                   | 12.3                                                   | 13.7                                                   | 12.9                                                   | 12.1                                                   | 12.4                                                   | 142.9                                                  |
| Días de lluvias (≥ 0.2 mm)                             | 0.57                                                   | 1.1                                                    | 3.4                                                    | 7.1                                                    | 11.0                                                   | 13.8                                                   | 12.9                                                   | 12.3                                                   | 13.5                                                   | 11.0                                                   | 4.7                                                    | 1.2                                                    | 90.7                                                   |
| Días de nevadas (≥ 0.2 cm)                             | 12.9                                                   | 9.6                                                    | 8.4                                                    | 4.0                                                    | 0.50                                                   | 0.0                                                    | 0.0                                                    | 0.0                                                    | 0.27                                                   | 3.4                                                    | 9.7                                                    | 13.9                                                   | 62.5                                                   |
| Horas de sol                                           | 109.6                                                  | 126.7                                                  | 159.8                                                  | 213.0                                                  | 259.0                                                  | 262.0                                                  | 268.1                                                  | 255.9                                                  | 163.8                                                  | 125.4                                                  | 86.2                                                   | 91.2                                                   | 2120.5                                                 |
| Fuente n.º 1: Environment Canada Extremes 1877–1941    |                                                        |                                                        |                                                        |                                                        |                                                        |                                                        |                                                        |                                                        |                                                        |                                                        |                                                        |                                                        |                                                        |
| Fuente n.º 2: CBC                                      |                                                        |                                                        |                                                        |                                                        |                                                        |                                                        |                                                        |                                                        |                                                        |                                                        |                                                        |                                                        |                                                        |

| Información climatológica de Thunder Bay | Información climatológica de Thunder Bay | Información climatológica de Thunder Bay | Información climatológica de Thunder Bay | Información climatológica de Thunder Bay | Información climatológica de Thunder Bay | Información climatológica de Thunder Bay | Información climatológica de Thunder Bay | Información climatológica de Thunder Bay | Información climatológica de Thunder Bay | Información climatológica de Thunder Bay | Información climatológica de Thunder Bay | Información climatológica de Thunder Bay | Información climatológica de Thunder Bay | Información climatológica de Thunder Bay |
| Temperatura | Temperatura                              | Temperatura                              | Temperatura                              | Temperatura                              | Temperatura                              | Temperatura                              | Temperatura                              | Temperatura                              | Temperatura                              | Temperatura                              | Temperatura                              | Temperatura                              | Temperatura                              | Temperatura                              |
| Mes | Ene                                      | Feb                                      | Mar                                      | Abr                                      | May                                      | Jun                                      | Jul                                      | Ago                                      | Sep                                      | Oct                                      | Nov                                      | Dic                                      |                                          | Total                                    |
| --- | ---------------------------------------- | ---------------------------------------- | ---------------------------------------- | ---------------------------------------- | ---------------------------------------- | ---------------------------------------- | ---------------------------------------- | ---------------------------------------- | ---------------------------------------- | ---------------------------------------- | ---------------------------------------- | ---------------------------------------- | ---------------------------------------- | ---------------------------------------- |
| Record alta °C (°F) | 8 (47)                                   | 12 (54)                                  | 23 (73)                                  | 28 (83)                                  | 35 (95)                                  | 36 (96)                                  | 37 (99)                                  | 40 (105)                                 | 32 (89)                                  | 28 (83)                                  | 22 (71)                                  | 12 (54)                                  |                                          |                                          |
| Promedio alta °C (°F) | -9 (17)                                  | -6 (22)                                  | 0,3 (33)                                 | 9 (48)                                   | 16 (62)                                  | 21 (69)                                  | 24 (76)                                  | 23 (74)                                  | 17 (63)                                  | 10 (51)                                  | 2 (35)                                   | -6 (21)                                  |                                          | 9 (48)                                   |
| Media °C (°F) | -15 (5)                                  | -12 (10)                                 | -6 (21)                                  | 3 (37)                                   | 10 (49)                                  | 14 (57)                                  | 18 (64)                                  | 17 (62)                                  | 11 (52)                                  | 5 (41)                                   | -3 (27)                                  | -12 (11)                                 |                                          | 3 (37)                                   |
| Promedio baja °C (°F) | -21 (-6)                                 | -18 (-1)                                 | -11 (12)                                 | -3 (26)                                  | 3 (37)                                   | 7 (45)                                   | 11 (52)                                  | 10 (50)                                  | 5 (41)                                   | -0,5 (31)                                | -8 (18)                                  | -17 (1)                                  |                                          | -4 (26)                                  |
| Record baja °C (°F) | -41 (-42)                                | -40 (-40)                                | -38 (-36)                                | -22 (-8)                                 | -9 (16)                                  | -3 (27)                                  | 0 (32)                                   | -1 (30)                                  | -8 (17)                                  | -13 (8)                                  | -31 (-23)                                | -38 (-36)                                |                                          |                                          |
| Precipitación y Horas de sol |                                          |                                          |                                          |                                          |                                          |                                          |                                          |                                          |                                          |                                          |                                          |                                          |                                          |                                          |
| Mes | Ene                                      | Feb                                      | Mar                                      | Abr                                      | May                                      | Jun                                      | Jul                                      | Ago                                      | Sep                                      | Oct                                      | Nov                                      | Dic                                      |                                          | Total                                    |
| Total mm (pulg.) | 31 (1,2)                                 | 25 (1,0)                                 | 42 (1,6)                                 | 42 (1,6)                                 | 67 (2,6)                                 | 86 (3,4)                                 | 89 (3,5)                                 | 88 (3,4)                                 | 88 (3,5)                                 | 63 (2,5)                                 | 56 (2,2)                                 | 38 (1,5)                                 |                                          | 712 (28)                                 |
| Pluvial mm (pulg.) | 3 (0,1)                                  | 3 (0,1)                                  | 18 (0,7)                                 | 30 (1,2)                                 | 65 (2,6)                                 | 86 (3,4)                                 | 89 (3,5)                                 | 86 (3,4)                                 | 86 (3,4)                                 | 57 (2,2)                                 | 33 (1,2)                                 | 4 (0,1)                                  |                                          | 559 (22)                                 |
| Nieve cm (pulg.) | 41 (16,2)                                | 27 (10,6)                                | 27 (10,6)                                | 12 (4,9)                                 | 2 (0,7)                                  | 0 (0)                                    | 0 (0)                                    | 0 (0)                                    | 0,5 (0,2)                                | 6 (2,4)                                  | 28 (11,0)                                | 44 (17,4)                                |                                          | 187,6 (74)                               |
| Horas con sol | 114                                      | 134                                      | 159                                      | 219                                      | 265                                      | 264                                      | 283                                      | 258                                      | 163                                      | 128                                      | 89                                       | 92                                       |                                          | 2168                                     |
| Información recopilada por: Environment Canada (enlace roto disponible en Internet Archive; véase el historial, la primera versión y la última).. Información del periodo 1971 a 2000. |                                          |                                          |                                          |                                          |                                          |                                          |                                          |                                          |                                          |                                          |                                          |                                          |                                          |                                          |

## Economía
| Fuerza laboral         | Fuerza laboral | Fuerza laboral | Fuerza laboral |
| ---------------------- | -------------- | -------------- | -------------- |
| Índice                 | Thunder Bay    | Ontario        | Canadá         |
| Empleo                 | 57,7%          | 60,8%          | 62,2%          |
| Desempleo              | 7,6%           | 8,9%           | 7,7%           |
| Participación          | 62,4%          | 66,8%          | 67,4%          |
| Hasta: febrero de 2009 |                |                |                |

Al ser la mayor ciudad en el noroeste de Ontario, Thunder Bay es el centro comercial, administrativo y médico de la región. Muchos de los mayores generadores de empleo de la ciudad, se encuentran en el sector público. El gobierno de la ciudad de Thunder Bay, el centro regional de ciencias de la salud de Thunder Bay, la junta escolar del distrito de Lakehead y el gobierno de Ontario dan empleo a más de 1.500 personas. La compañía Bowater Forest Products es la empresa privada que otorga la mayor cantidad de empleos; empleando a más 1.500 personas. Otros grandes generadores de trabajo en el sector forestal son las compañías Abitibi-Consolidated y Buchanan Forest Products. Bombardier Transportation tiene una planta en operación en Thunder Bay la cual fabrica vehículos y equipo para el transporte masivo, dando empleo a aproximadamente 800 personas.
El aumento en el costo de la electricidad en Ontario ha amenazado la viabilidad de industrias primarias en la región, lo que ha resultado en trabajadores que dejan las fábricas de pulpa y los aserraderos. El comercio de granos ha decaído por la pérdida de subsidios para su transportación y la pérdida de los mercados europeos. La transición gradual de envíos por tren y barco al envío terrestre en camiones y el tratado de libre comercio entre Canadá y los EE. UU., terminó con la privilegiada posición de Thunder Bay como el eje central en el mercado de la transportación entre el este y el oeste de Canadá. Todo esto causó que la ciudad perdiera su función tradicional como punto de descarga y transporte, y la ciudad entró en declive económico.
En un esfuerzo por revitalizar su economía, la ciudad ha estado trabajando activamente en atraer industrias cuaternarias (industrias altamente intelectuales, como investigación o desarrollo), principalmente en el campo de la medicina molecular y genética. La ciudad es la sede del campus oeste de la Escuela de Medicina del Norte de Ontario, la primera nueva escuela de medicina en abrir en Canadá en una generación.

## Cultura
La ciudad de Thunder Bay fue declarada como una "Capital Cultural de Canadá" en 2003. A lo largo y ancho de la ciudad se encuentran centros culturales que representan la diversidad de su población, como el Club Finlandés, la Casa Escandinava, el Centro Cultural Italiano, la Legión Polaca y una amplia gama de centros culturales más. Thunder Bay es el lugar originario de algunas tradiciones nuevas, como las fiestas "Shag" (combinación de las palabras inglesas shower -término americano que significa fiesta-, y stag -término americano para las fiestas de solteros-) que es una fiesta para celebrar los esponsales de una pareja y los "persas" que son unos pastelillos de canela con cubierta rosada. También, los habitantes de Thunder Bay se benefician de la Biblioteca Pública de Thunder Bay que cuenta con cuatro sucursales.

### Artes

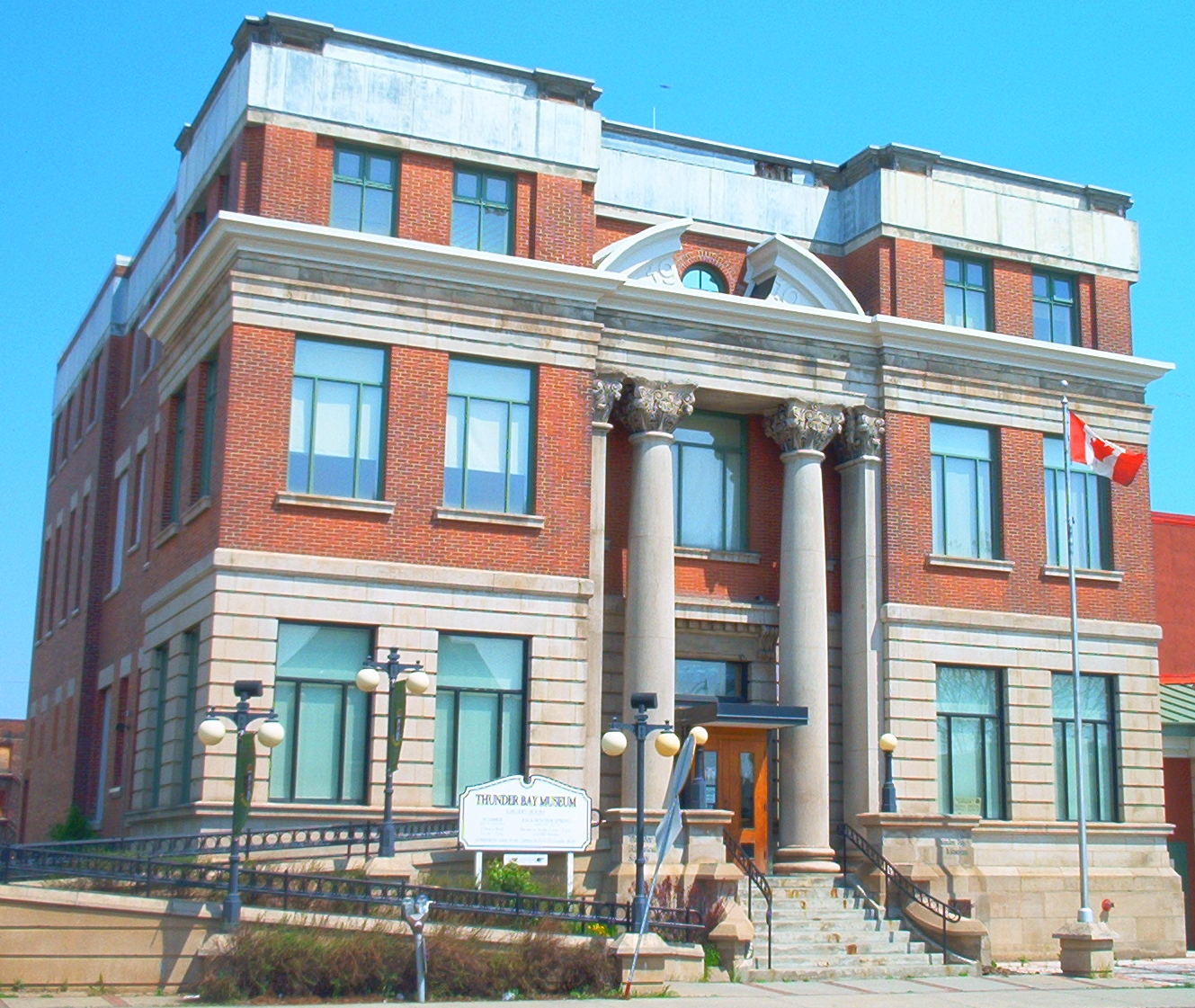
Museo Histórico de Thunder Bay.

Thunder Bay cuenta con varios espacios dedicados a la música y a otras artes. El teatro profesional más grande es el Teatro Magnus, que fue fundado en 1971 y ofrece seis obras cada temporada; está localizado en la renovada escuela pública de Port Arthur en la carretera del Río Rojo. El Auditorio Comunitario de Thunder Bay, que tiene capacidad para 1.500 espectadores, es el principal escenario para varios tipos de espectáculos. Es la sede de la Orquesta Sinfónica de Thunder Bay, que cuenta con 30 músicos de tiempo completo y hasta 20 músicos extra; la orquesta presenta un amplio rango de música clásica (docta). El teatro "New Music North" (Música Nueva del Norte) es de vital importancia en la ciudad dentro del ámbito de la música clásica contemporánea, al ofrecer interesantes y novedosos conciertos de música de cámara contemporánea. Thunder Bay tiene una gran vida musical, pues en la ciudad se celebran cada año numerosos conciertos, muchos de ellos nocturnos.
El Festival de Cine de Bay Street, fundado en 2005, es un festival de cine independiente que muestra filmes locales, nacionales e internacionales con el tema de "Películas para la Gente". El festival se lleva a cabo en septiembre en la calle Bay Street 314 en el histórico Finnish Labour Temple. Thunder Bay también es la sede de la Asociación de Cine Superior del Norte (NOSFA por sus siglas en inglés). Fundada en 1992 la NOSFA ofrece proyecciones mensuales de filmes canadienses e internacionales en el centro cinematográfico Cumberland, en el marco de un festival de cine en primavera que atrae a miles de patrocinadores.

### Museos y galerías
La Galería de Arte de Thunder Bay que fue fundada en 1976, se especializa en artistas aborígenes de Canadá y tiene una colección de importancia nacional. La Sociedad del Museo Histórico de Thunder Bay fundada en 1908, presenta exhibiciones locales y temporales además de albergar en sus archivos destacadas colecciones de utensilios, fotografía, pintura, documentos y mapas.